# Lupiñén-Ortilla
Lupiñén-Ortilla est une commune d’Espagne, dans la province de Huesca, communauté autonome d'Aragon comarque de Hoya de Huesca.